# Scelobotrichia
Scelobotrichia är ett släkte av nattsländor. Scelobotrichia ingår i familjen smånattsländor.
Kladogram enligt Catalogue of Life:
| Scelobotrichia | \| \| Scelobotrichia contrerasi \| \| \| \| \| \| Scelobotrichia profunda \| \| \| \| \| \| Scelobotrichia quemada \| \| \| \| |
|                | \| \| Scelobotrichia contrerasi \| \| \| \| \| \| Scelobotrichia profunda \| \| \| \| \| \| Scelobotrichia quemada \| \| \| \| |
|                | Scelobotrichia contrerasi |
|                | |
|                | Scelobotrichia profunda |
|                | |
|                | Scelobotrichia quemada |
|                | |